# Hisato Igarashi
Hisato Igarashi född den 19 februari 1951 i Tochigi, Japan, är en japansk gymnast.
Han tog OS-guld i lagmångkampen i samband med de olympiska gymnastiktävlingarna 1976 i Montréal.